# Synagoge (Nové Zámky)

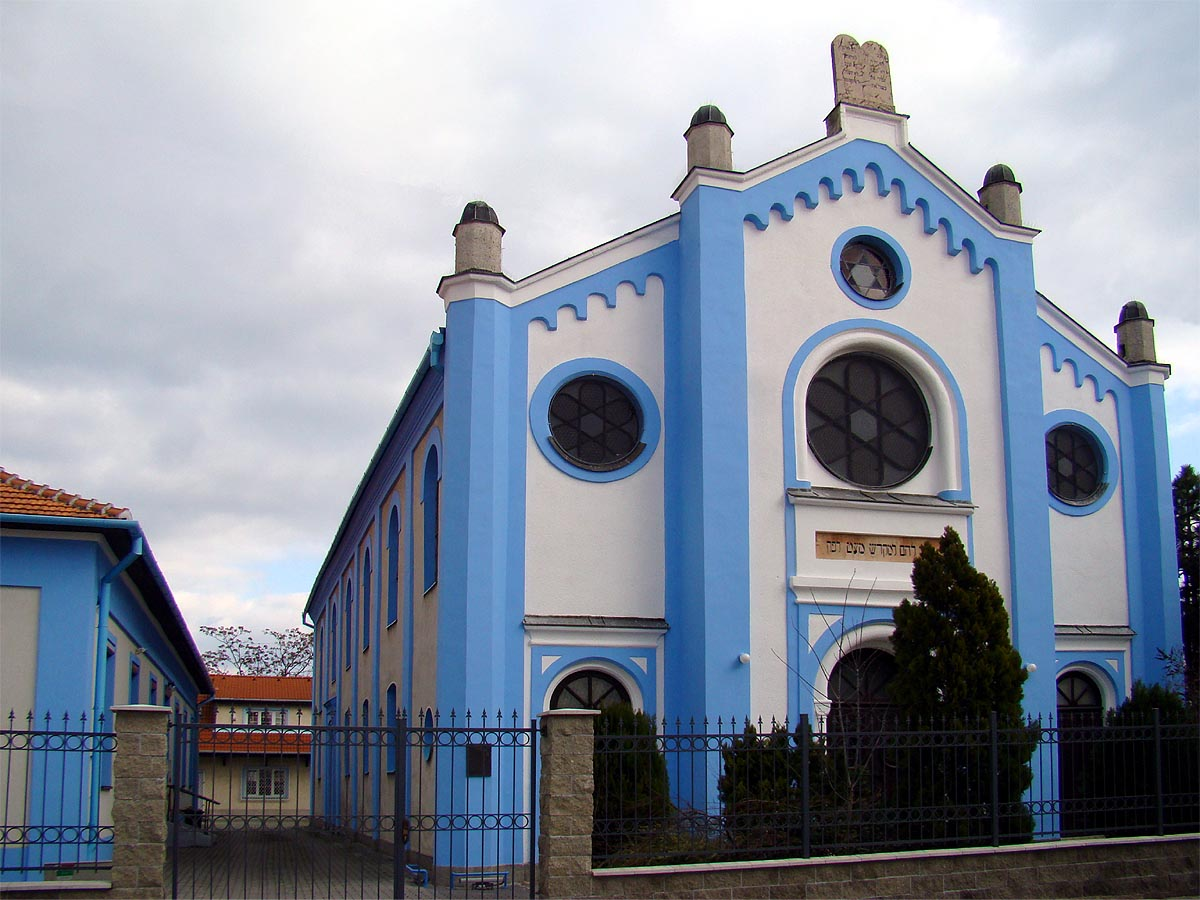
Synagoge in Nové Zámky

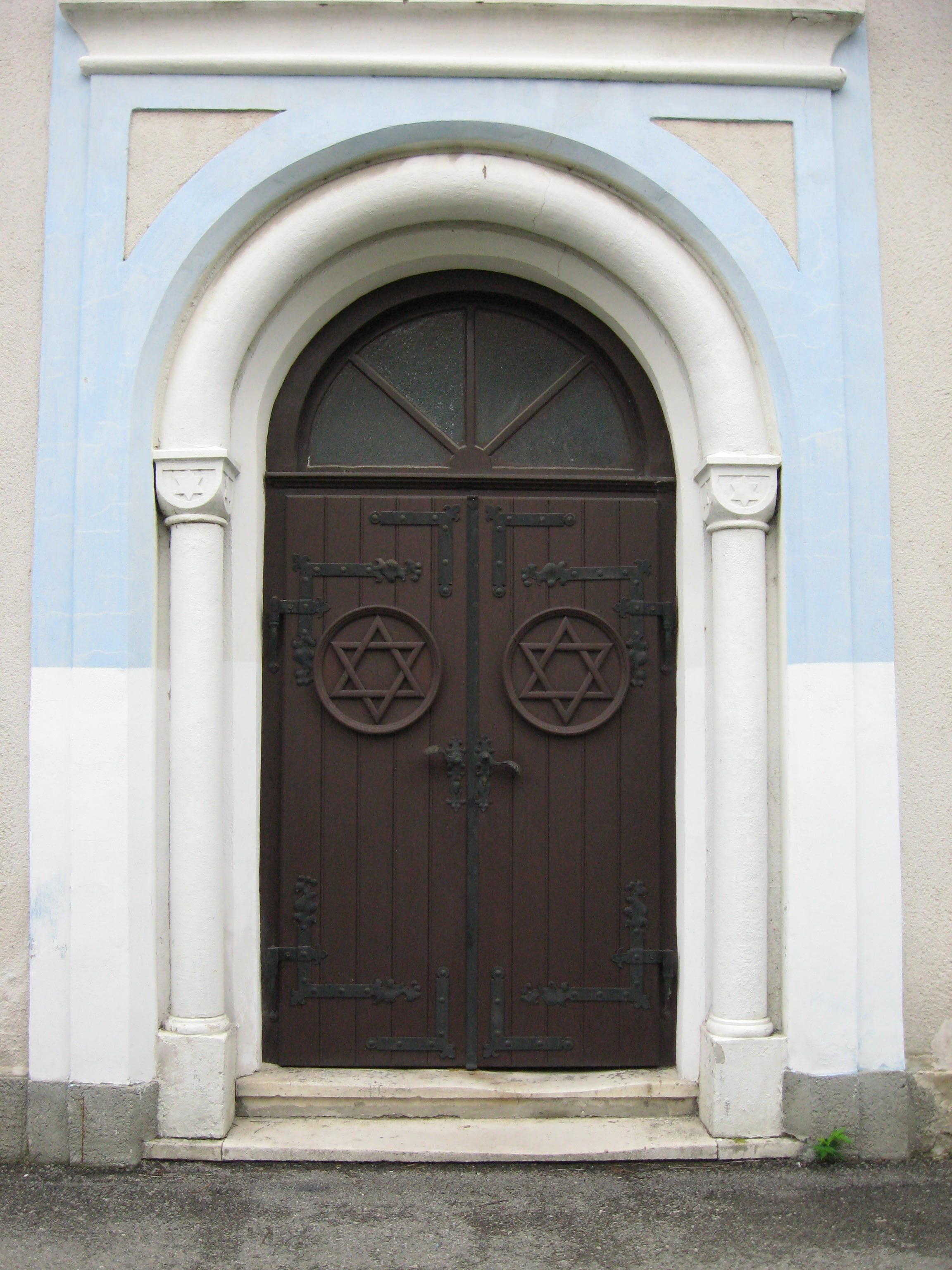
Portal

Die Synagoge in Nové Zámky, einer slowakischen Stadt im gleichnamigen Okres Nové Zámky, wurde 1880 errichtet. Die Synagoge mit der Adresse Česká bašta ul. 5 ist ein geschütztes Kulturdenkmal.
Das Synagogengebäude im Stil des Historismus wurde während des Zweiten Weltkriegs nicht beschädigt. Die Fassade im Rundbogenstil wird von Pilastern gegliedert. Auf der Giebelspitze der Eingangsseite stehen die Gesetzestafeln.
Heute hat die jüdische Gemeinde in Nové Zámky circa 50 Mitglieder.